# Sender Rosskopf
Der Sender Rosskopf ist ein von der RAS und der RAI betriebener Senderstandort für Hörfunk und TV in der Nähe von Sterzing.

## Lage und Ausstattung
Der Sender Rosskopf befindet sich auf dem 2189 m hohen Rosskopf in einem nach Nordosten absinkenden Kamm. Als Antennenträger kommt ein 50 Meter hoher freistehender Stahlfachwerkmast zum Einsatz, der im Herbst 1980 errichtet wurde.

## Frequenzen und Programme

### Analoger Hörfunk (UKW)
Die Sender für die Programme der RAI und des ORF werden von der RAI betreut, für alle anderen Sender ist die RAS zuständig:
| Frequenz (MHz) | Programm                         | RDS PS                                                                  | RDS PI | Regionalisierung | ERP (kW) | Antennendiagramm rund (ND)/gerichtet (D) | Polarisation horizontal (H)/vertikal (V)/zirkular (Z) |
| -------------- | -------------------------------- | ----------------------------------------------------------------------- | ------ | ---------------- | -------- | ---------------------------------------- | ----------------------------------------------------- |
| 88,3           | NBC Rete Regione                 | RETE_NBC/INFO_A22                                                       | 5F42   | −                | 0,25     | D                                        | V                                                     |
| 88,8           | Südtiroler Rundfunk              | __SUD-__/-TIROLER/RUNDFUNK/TEL.0471/_977298_/FAX.0471/_978918_          | 540A   | −                | 0,3      | D                                        | V                                                     |
| 90,5           | Radio Maria Österreich /Südtirol | R.MARIA_/SUDTIROL                                                       | 5FCD   | –                | 0,3      | D                                        | V                                                     |
| 93,8           | Radio Maria (Italien)            | R.MARIA_                                                                | 51CC   | –                | 0,5      | D                                        | V                                                     |
| 94,5           | Radio Dolomiti                   | DOLOMITI                                                                | 5388   | −                | 0,25     | D                                        | V                                                     |
| 95,4           | Radio Dimensione Suono           | *_RDS_*_                                                                | 5264   | –                | 0,25     | D                                        | V                                                     |
| 97,4           | Südtirol 1                       | S-TIROL1                                                                | 5F51   | –                | 0,9      | D                                        | V                                                     |
| 98,4           | Radio DeeJay                     | _DEEJAY_                                                                | 5214   | –                | 0,25     | D                                        | V                                                     |
| 99,2           | Die Antenne                      | __DIE___/ANTENNE_/SUDTIROL/__0473__/06_06_06                            | 5F0B   | –                | 0,25     | D                                        | V                                                     |
| 99,5           | Radio Südtirol                   | HITRADIO/SUDTIROL/WERBUNG_/TEL-349_/4541313_                            | 5305   | –                | 0,25     | D                                        | V                                                     |
| 100,1          | Radio Holiday                    | _Radio__/Holiday_                                                       | 5400   | –                | 0,75     | D                                        | V                                                     |
| 101,4          | Südtiroler Rundfunk              | __SUD-__/-TIROLER/RUNDFUNK/TEL.0471/_977298_/FAX.0471/_978918_          | 540A   | –                | 0,1      | D                                        | V                                                     |
| 106,2          | Radio 2000                       | Radio___/2000____/mit_mehr/Melodie_/Verkehrs/-info___/0474____/06_06_06 | 5F1F   | –                | 0,25     | D                                        | V                                                     |
| 107,6          | ERF Südtirol                     | _E_R_F__                                                                | 5F54   | –                | 0,3      | D                                        | V                                                     |

### Digitaler Hörfunk (DAB+)
In DAB/DAB+ werden folgende Programme ausgestrahlt:
| Block        | Programme | ERP (in kW) | Antennen- diagramm rund (ND), gerichtet (D) | Gleichwellennetz (SFN) |
| ------------ | --- | ----------- | ------------------------------------------- | --- |
| 10B RAS1-DAB | - Rai Radio 1 TAA - Rai Radio 2 TAA - Rai Radio 3 - Rai Südtirol - Bayern 3 - BR-Klassik - BR24 - Deutschlandfunk Kultur - Die Maus - Radio Swiss Classic - Radio Swiss Pop                                                                                              | 0,2         | V                                           | - Südtirol: Aberstückl, Abtei, Antholz Mittertal, Barbian (Lajen), Brenner, Brixen (Plose), Eggental (Rauth), Enneberg, Franzensfeste (Mittewald), Freienfeld, Graun im Vinschgau, Grödnertal, Grödner Joch (Wolkenstein), Gsies, Hühnerspiel, Kardaun, Kastelruth, Kematen (Pfitscher Tal), Kronplatz, Kurzras, Lüsen (Oberhaus-Hof), Luttach, Mals, Melag (Pratzen), Meran (Mut), Meransen, Moos in Passeier, Mühlwald, Neumarkt (Laag), Obervinschgau, Pens (Hohe Scheibe), Pfelders (Passeiertal), Pfunders, Pragser Tal, Prettau, Proveis, Ratschings, Rein in Taufers, Ritten, Sarnthein, Schlinig, Seis (St. Konstantin), St. Gertraud, St. Leonhard in Passeier, St. Martin im Kofel, St. Pankraz, Sterzing (Rosskopf), Sulden, Toblach (Scheibeneck), Unser Frau in Schnals, Welschellen, Wengen - Trentino: Penegal, Paganella |
| 10C DABMEDIA | - Radio 2000 - 80 DAB - Radio Gherdëina Dolomites - Radio Edelweiss - Radio Grüne Welle - Radio Sacra Famiglia - Radio Tirol - Südtirol 1 - Radio Dolomiti - ERF Südtirol - StadtRadio Meran - Radio Maria Südtirol - Radio Holiday - Die Antenne - Radio Italia Anni 60 | 0,2         | V                                           | - Südtirol: Aberstückl, Abtei, Antholz Mittertal, Barbian (Lajen), Brenner, Brixen (Plose), Enneberg, Franzensfeste (Mittewald), Freienfeld, Graun im Vinschgau, Grödnertal, Grödner Joch (Wolkenstein), Gsies, Hühnerspiel, Kardaun, Kastelruth, Kematen (Pfitscher Tal), Kronplatz, Kurzras, Lüsen (Oberhaus-Hof), Luttach, Mals, Melag (Pratzen), Meran (Mut), Meransen, Moos in Passeier, Mühlwald, Neumarkt, Obervinschgau, Pens (Hohe Scheibe), Pfelders (Passeiertal), Pfunders, Pragser Tal, Prettau, Proveis, Ratschings, Rein in Taufers, Ritten, Sarnthein, Schlinig, Seis (St. Konstantin), St. Gertraud, St. Leonhard in Passeier, St. Martin im Kofel, St. Pankraz, Sterzing (Rosskopf), Sulden, Toblach (Scheibeneck), Unser Frau in Schnals, Welschellen, Wengen - Trentino: Penegal, Paganella                          |
| 10D RAS2-DAB | - Ö1 - ORF Tirol - Ö3 - FM4 - Bayern 1 OBB - Bayern 2 - BR Heimat - Deutschlandfunk Nova - Radio Rumantsch - Rete Due - Radio Swiss Jazz | 0,2         | V                                           | - Südtirol: Aberstückl, Abtei, Antholz Mittertal, Barbian (Lajen), Brenner, Brixen (Plose), Eggental (Rauth), Enneberg, Franzensfeste (Mittewald), Freienfeld, Graun im Vinschgau, Grödnertal, Grödner Joch (Wolkenstein), Gsies, Hühnerspiel, Kardaun, Kastelruth, Kematen (Pfitscher Tal), Kronplatz, Kurzras, Lüsen (Oberhaus-Hof), Luttach, Mals, Melag (Pratzen), Meran (Mut), Meransen, Moos in Passeier, Mühlwald, Neumarkt (Laag), Obervinschgau, Pens (Hohe Scheibe), Pfelders (Passeiertal), Pfunders, Pragser Tal, Prettau, Proveis, Ratschings, Rein in Taufers, Ritten, Sarnthein, Schlinig, Seis (St. Konstantin), St. Gertraud, St. Leonhard in Passeier, St. Martin im Kofel, St. Pankraz, Sterzing (Rosskopf), Sulden, Toblach (Scheibeneck), Unser Frau in Schnals, Welschellen, Wengen - Trentino: Penegal, Paganella |

### Digitales Fernsehen (DVB-T, DVBT-2)
| Kanal | Frequenz (in MHz) | Multiplex           | Programme im Multiplex | ERP (in kW) | Antennen- diagramm rund (ND) / gerichtet (D) | Polarisation horizontal (H) / vertikal (V) |
| ----- | ----------------- | ------------------- | --- | ----------- | -------------------------------------------- | ------------------------------------------ |
| 28    | 530               | TV Italia           | - Channel 24 - Rete Italia - Air - Fire - Brava - Tivuitalia Test 7 - Tivuitalia Test 8 | 0,03        | D                                            | H                                          |
| 29    | 538               | Videobolzano 33 DVB | - Alto Adige TV - Südtirol Digital - TV Südtirol - VB33 | 0,03        | D                                            | H                                          |
| 31    | 554               | TCA DVB             | - Trentino TV - Alto Adige TV - TNN - STNN - Tele Minoranze Linguistiche - Shop in TV - Promo Trentino - Südtirol TV - Radio: LatteMiele Bella Radio | 0,5         | D                                            | H                                          |
| 36    | 594               | Mediaset DVB 2      | - Boing - Cartoonito - Coming Soon - Italia 1 HD - Class TV Msnbc | 0,03        | D                                            | H                                          |
| 47    | 682               | TIMB1 DVB           | - Cubovision - DMAX - Giallo - Mediaset Italia 2 - HSE24 - Mediaset Extra - QVC - Real Time | 0,5         | D                                            | H                                          |
| 48    | 690               | TIMB3 DVB           | - La7 on demand - MTV Music - Più Servizi - Vero Capri - Portale Servizi Telecom - La7 News on demand - La7 Servizi on demand - MTV Italia - MTV Music on demand - MTV News on demand - MTV on demand - Frisbee (Verschlüsselt) - K2 (Verschlüsselt) - La7 - La7 D - La7 D on demand (Verschlüsselt) | 0,03        | D                                            | H                                          |
| 49    | 698               | Mediaset DVB 4      | - Iris - Canale 5 - Italia 1 - La5 - Rete 4 - TGcom 24 | 0,03        | D                                            | H                                          |
| 52    | 722               | Mediaset DVB 1      | - Premium Comedy (Verschlüsselt) - Premium Menu (Verschlüsselt) - Premium Steel (Verschlüsselt) - Cartoon Network (Verschlüsselt) - Disney Channel +1 (Verschlüsselt) - Premium Anteprima (Verschlüsselt) - Disney Junior - Premium (Verschlüsselt) - Premium Calcio (Verschlüsselt) - Premium Calcio 1 (Verschlüsselt) - Premium Calcio 2 (Verschlüsselt) - Premium Calcio 3 (Verschlüsselt) - Premium Calcio 4 (Verschlüsselt) - Premium Calcio 5 (Verschlüsselt) - Premium Calcio 6 (Verschlüsselt) - Premium Calcio 7 (Verschlüsselt) | 0,03        | D                                            | H                                          |
| 54    | 738               | La7 Test            | - La7 Test Mosaico | 0,03        | D                                            | H                                          |
| 60    | 786               | TIMB2 DVB           | - Arturo - Focus - La7 HD - Padre Pio TV - Rovi - Sportitalia - Sportitalia 2 - Sportitalia 24 - Super! - RTL 102.5 TV - Radio: RTL 102.5 Cool | 0,5         | D                                            | H                                          |
| 62    | 802               | TV Italia DVB       | - Sportitalia (Verschlüsselt) - Sportitalia 2 (Verschlüsselt) - Sportitalia 24 (Verschlüsselt) - Tivuitalia Test 4 (Verschlüsselt) | 0,03        | D                                            | H                                          |

## Fernsehen (PAL)
Bis zur Umstellung auf DVB-T 2008/2009 diente der Senderstandort weiterhin für analoges Fernsehen:
| Kanal | Frequenz (MHz) | Programm     | ERP (kW) | Sendediagramm rund (ND)/ gerichtet (D) | Polarisation horizontal (H)/ vertikal (V) |
| ----- | -------------- | ------------ | -------- | -------------------------------------- | ----------------------------------------- |
| H     | 210,25         | Rai 1        | 0,03     | D (57–147°)                            | V                                         |
| 26    | 511,25         | Rai Südtirol | 0,5      | D (150°)                               | H                                         |
| 37    | 599,25         | Rai 2        | 0,5      | D (150°)                               | H                                         |
| 67    | 839,25         | Rai 3        | 0,5      | D (150°)                               | H                                         |